# Irlande au Concours Eurovision de la chanson 2015
L'Irlande a annoncé en 2014 sa participation au Concours Eurovision de la chanson 2015 à Vienne, en Autriche. 
Molly Sterling, représentant l'Irlande au Concours Eurovision de la chanson, est annoncé le 27 février 2015, à la suite de sa victoire lors de la finale nationale Eurosong 2015. Sa chanson est Playing with numbers.

## Processus de sélection
La sélection est constituée d'une unique soirée, pendant laquelle participent cinq artistes. Le vainqueur est désigné par un vote combinant les votes de cinq jurys régionaux et le télévote irlandais. Chacun de deux votes compte pour moitié du total. Chaque jury attribue 12 points à sa chanson favorite, puis 10, 8, 6 et 4 points aux suivantes, soit 40 points au total. Les jurys régionaux attribuent donc un total de 200 points. Le télévote attribue également 200 points.
| Ordre | Artiste        | Chanson                 | Jurys régionaux | Jurys régionaux | Jurys régionaux | Jurys régionaux | Jurys régionaux | Jurys régionaux | Télévote | Total | Place |
| Ordre | Artiste        | Chanson                 | Galway          | Cork            | Dublin          | Limerick        | Sligo           | Total           | Télévote | Total | Place |
| ----- | -------------- | ----------------------- | --------------- | --------------- | --------------- | --------------- | --------------- | --------------- | -------- | ----- | ----- |
| 1     | Alex Saint     | She's So Fine           | 6               | 4               | 4               | 4               | 4               | 22              | 20       | 42    | 5     |
| 2     | Kat Mahon      | Anybody Got a Shoulder? | 12              | 10              | 12              | 6               | 10              | 50              | 50       | 100   | 2     |
| 3     | Erika Selin    | Break Me Up             | 8               | 12              | 10              | 10              | 8               | 48              | 40       | 88    | 3     |
| 4     | Nikki Kavanagh | Memories (In Melody)    | 10              | 6               | 6               | 8               | 6               | 36              | 30       | 66    | 4     |
| 5     | Molly Sterling | Playing with Numbers    | 4               | 8               | 8               | 12              | 12              | 44              | 60       | 104   | 1     |

## À l'Eurovision
L'Irlande participa à la seconde demi-finale, le 21 mai 2015. N'arrivant que 12e avec 35 points, le pays ne se qualifia pas pour la finale.